# 전지 (공예)

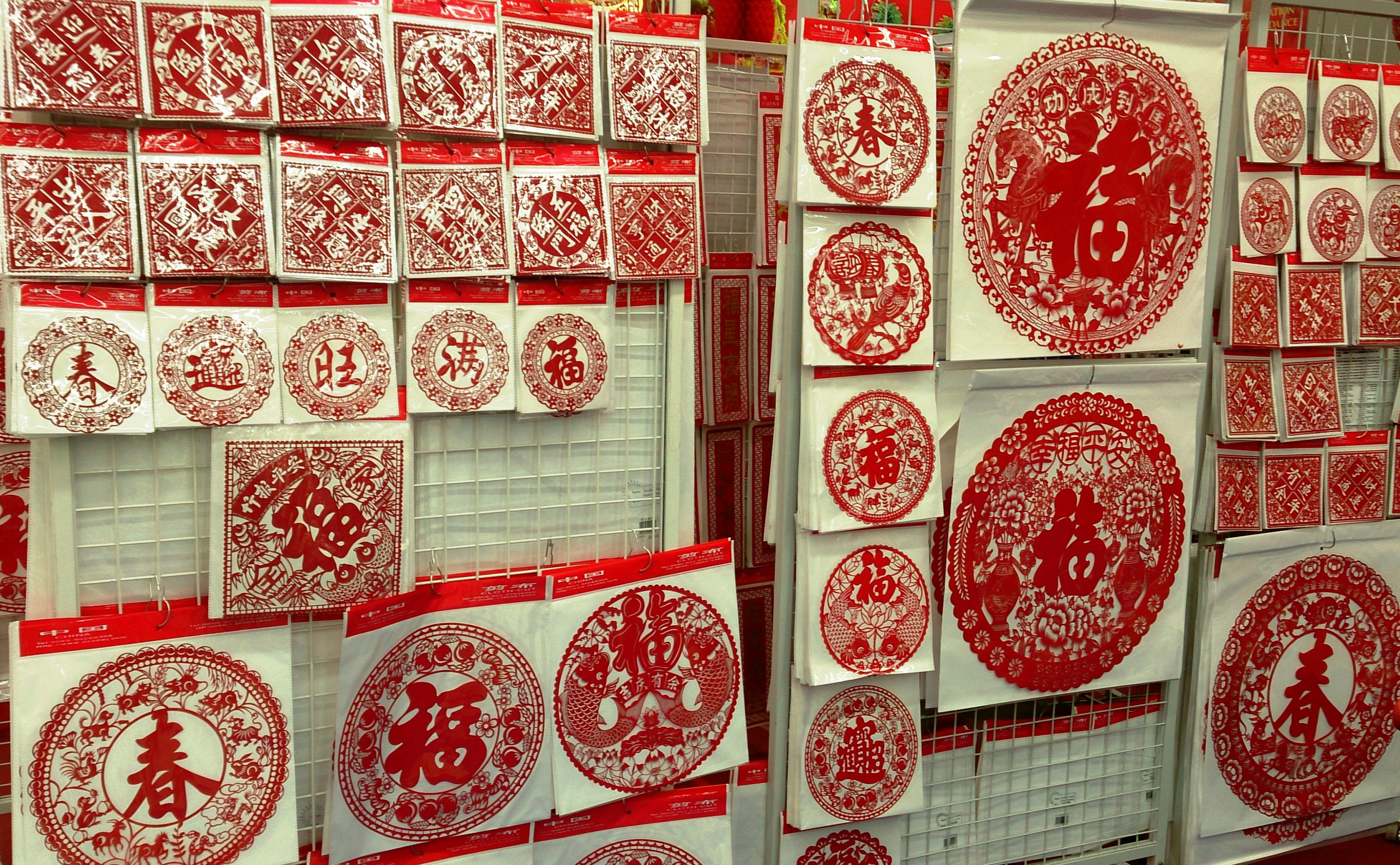
실제 판매되고 있는 전지의 모습.

전지공예란, 종이를 접어 가위로 무늬를 내어 부채에 오려 붙이는 것을 뜻한다.

## 전지의 기원
중국에서 가장 많이 보급되고 있는 전지는 민간전통예술 중 하나이다.
4세기경 당대 입춘날에 황제가 군신들에게 전지를 이용한 비단 장식물을 나누어주었으며, 사대부들도 전지를 서로 선물로 주고 받는 풍습이 존재하였다.
현재까지도 중국은 결혼, 축제, 명절 때 전지로 창문이나 벽을 장식하는 풍습이 이어지고 있다.
전지 제작이 시작된 시기는 진대로 보는 곳이 일반적이다.
현재 발견된 전지 중 가장 오래된 것은 1959~1966년 사이에 신장 위 그루 자치구 투루판현 아스타나 지구 남북조 시대 묘에서 출도된 다섯장의 전지이다. 이후 당대에는 입춘날에 황제가 군신들에게 전지를 이용한 비단 장식물을 나누어 주었으며 사대부 사이에서 이를 선물로 주고 받는 풍습도 있었다.

## 전지의 특징

### 특징과 용도
전지의 가장 대표적인 특징은 대부분 전지를 붉은색 종이를 많이 사용한다는 것이다. 빨간색 전지를 많이 사용하는 이유는 빨간색은 악귀를 쫓아내고 복을 부른다는 의미로 빨간색을 많이 사용하며 대홍(大紅)이라고 금빛색과 같이 사용하여 중국인들만의 전지색상이다. 또한 전지는 ‘천번을 도려도 떨어지면 안되고, 만번을 오려도 끊어지면 안 된다' (千刻不落,萬剪不斷)라는 말이 있듯이 모든 형상이 연결되어 있어야 한다. 그리고 풍부한 소재와 다양한 형식은 전통 전지공예의 또 다른 특색인데 홍화, 염화, 친화 등과 같이 분류된다.
전지는 시각적인 요소를 통해 민간의 생활과 관념을 드러내는데 우리가 쉽게 찾아볼 수 있는 전지에는 장수, 복을 기원하는 마음이 담겨있다. 또 전지는 언제나 의미와의 연관성을 가져야 하는데 특히 의미를 포함하는 여러 방법 중 해음이 가장 일반적이고, 해음은 글자의 발음이 같은 것을 의미한다.
이러한 전지의 용도는 죽은 사람과 함께 묻거나 장례시 불태우고,조상에게 제사를 드리거나 신선에게 바치는 장식물과 선물용으로도 쓰이며 예술로도 사용된다. 또 중국에서 명절, 축제, 결혼 등 전지를 거울, 창문, 벽 등에 붙여 장식하기도 한다. 이렇게 중국에서는 전지를 다양하게 사용하는데 그 이유는 전지가 아름다움을 추구하거나 축복을 하는 이유도 있지만 사악함을 몰아낼 수 있다고 믿기 때문이다.

### 명칭
창문에 붙이는 것은 창화, 문 위에 붙이는 것은 문첨이며 축하 예물로 쓰이는 것은 희화 라고 한다. 또한 서하의 전통 전지 공예에서는 빨간색, 분홍색 색지를 직접 오려 만든 도안을 홍화, 흰색의 종이로 도안이 오려지면 먹으로 세부라인을 강조하고 다시 알록달록한 색감을 칠하는 것을 염화, 검은색 종이로 오린 도안을 빨간색 종이를 바탕으로 천장이나 종이 항아리에 장식하는 것을 친화라고 한다.

## 전지의 지역별 특징
전지는 각 지역별로 특징이 있는데 동부지역은 부드러운 라인과 아름다운 조형, 완전한 구성, 다채로움, 정교함 등이 장점이며 등장인물 모두가 풍부한 감성을 지닌다. 서부지역은 구도에 자유분방함이 살아숨쉬고 그 라인에서는 호방함이 묻어나며 대부분 중후함, 소박함이 배여있고 섬세함과 정교함도 함께 공존한다. 북방의 전지는 수수하고 호방한 특색을 나타내며, 남방의 전지는 섬세하고 정교한 것으로 뛰어나다. 마지막으로 허베이 성의 전지는 색채와 염료를 즐겨 사용하며, 광둥 성의 전지는 황금빛을 많이 사용한다.

## 전지의 종류별 의미

### 물고기
물고기 - 넉넉하고 풍요로운 삶을 빌어주는 의미를 가지고 있으며 물고기를 소재로 한 전지들을 자주 찾아 볼 수 있다.

### 박쥐
박쥐 - 박쥐는 복을 뜻하는 소재로 중국어로 biānfú하기에 박쥐의 蝠자와 福자가 동일시 되었기 때문에 많이 쓰여지고 있다.

### 고양이
고양이 - 70세를 뜻하며 장수를 기원하는 의미로 제작되고 있다.

### 나비
나비 - 80세를 의미하며 장수를 기원하는 의미로 제작되고 있다.

## 전지 공예의 제작방법
전지 공예는 종이를 여러 모양으로 접어 가위로 잘라내어 각종 복잡하고 정교한 모양을 만들어 내는 공예이다. 초보자는 먼저 본을 뜨고 그 선을 따라 잘라 모양을 만들지만 숙련자는 본을 뜨지도 않고 복잡한 형상을 그냥 잘라낸다. 종이를 단 한 번도 서로 잇는 일 없이 자르기만 해서 만드는데, 절대 자른 종이를 풀로 이어 붙이는 식으로 만드는 것이 아니다. 전지 공예는 기계가 아닌 수공으로 제작되며 그 방법에는 두 가지가 있다. 전도전(剪刀剪 jiǎndāo jiǎn)과 도전(刀剪 dāo jiǎn)의 방법이다. 전도전(剪刀剪)은 말 그대로 가위를 이용해 도안을 오린 후 몇 장의 종이를 함께 붙여 날카로운 칼로 도안을 가공하는 방법이다. 도전(刀剪)은 칼을 이용하는 것으로 먼저 종이를 여러 차례 접어서 작은 칼로 천천히 도안을 만들어 내는 방법이다.
전지 공예 예술가들은 일반적으로 칼을 수직으로 잡고 일정한 모형에 따라 종이를 원하는 도안으로 만든다. 가위를 이용하는 방법에 비해 칼을 이용하는 방법의 장점은 한 번에 여러 개의 도안을 만들 수 있다는 것이다.

## 기타
- 전지는 단순히 종이를 오려 모양을 내는 예술이 아닌가?

전지는 형상과 색채 등 시각적인 요소를 통해서 민간의 생활과 관념 길상과 장수, 복을 기원하는 마음이 담겨있다.
- 각 지역의 전지 특징

동부지역- 부드러운 라인과 아름다운 조형, 완전한 구성, 다채로움, 정교함 등이 장점이며 등장인물 모두가 풍부한 감성을 지닌다.
서부지역- 구도에 자유분방함이 살아숨쉬고 그 라인에서는 호방함이 묻어나고 대부분 중후함, 소박함이 배여있고 섬세함과 정교함도 함께 공존한다.

### 전지(剪紙)
칼과 가위로 색종이를 오려 여러 가지 형태로 만들어 판화 같은 효과를 주는 것을 전지라고 한다.
전지는 예부터 민간인들이 즐겨온 전통문화이며 주로 부녀자들이 자주 즐기는 문화였다.
전지는 당시 관념이나 관습을 표현하였으며 소박한 소재를 주제로 잡아 표현하여 민속적으로 표현한 것이 대부분이다.
전지의 기원은 약4세기 한나라에서 시작으로 황제가 비단장식인 전지를 군신들에게 나누어주는 것을 시작으로 사대부들도 서로 전지를 선물로 주고 받았다고 한다
전지는 벽에 붙여 장식으로 사용하거나 제사나 결혼등 축하와 나쁜기운을 물리친다는 뜻으로 대부분 주위에서 쉽게 볼 수 있는 전지들은 복이나 장수를 뜻하며 벽에 장식하였다.
전지는 한 장의 끊어지는 것을 막기 위해 교묘하고 세밀한 기술이 필요한 만큼 완성하는 시간이 수개월정도가 걸린다고 한다.

### 전지의 연결의미
- 千刻不落,,萬剪不斷
  - 천번을 도려도 떨어지면 안되고 만번을 오려도 끊어지면 안 된다.모든 형상들이 연결되어 있어야한다는 뜻이다.

- 전지가 붉은색인 이유
  - 빨간색은 악귀를 쫓아내고 복을 부른다는 의미로 빨간색을 많이 사용하며 대홍(大紅)이라고 금빛색과 같이 사용하여 중국인들만의 전지색상이다.

- 의미
  - 물고기-넉넉한 삶을 빌어주는 의미를 가지고 있음
  - 박쥐-박는 중국어로 蝙蝠으로 박쥐의蝠자와 복을 뜻하는 福자와 동일시되어 많이 사용됨
  - 고양이-70세 나비80세를 의미함으로 장수를 뜻함.

## 같이 보기
- 실루엣
- 스텐실
- 종이접기